# John Windsor

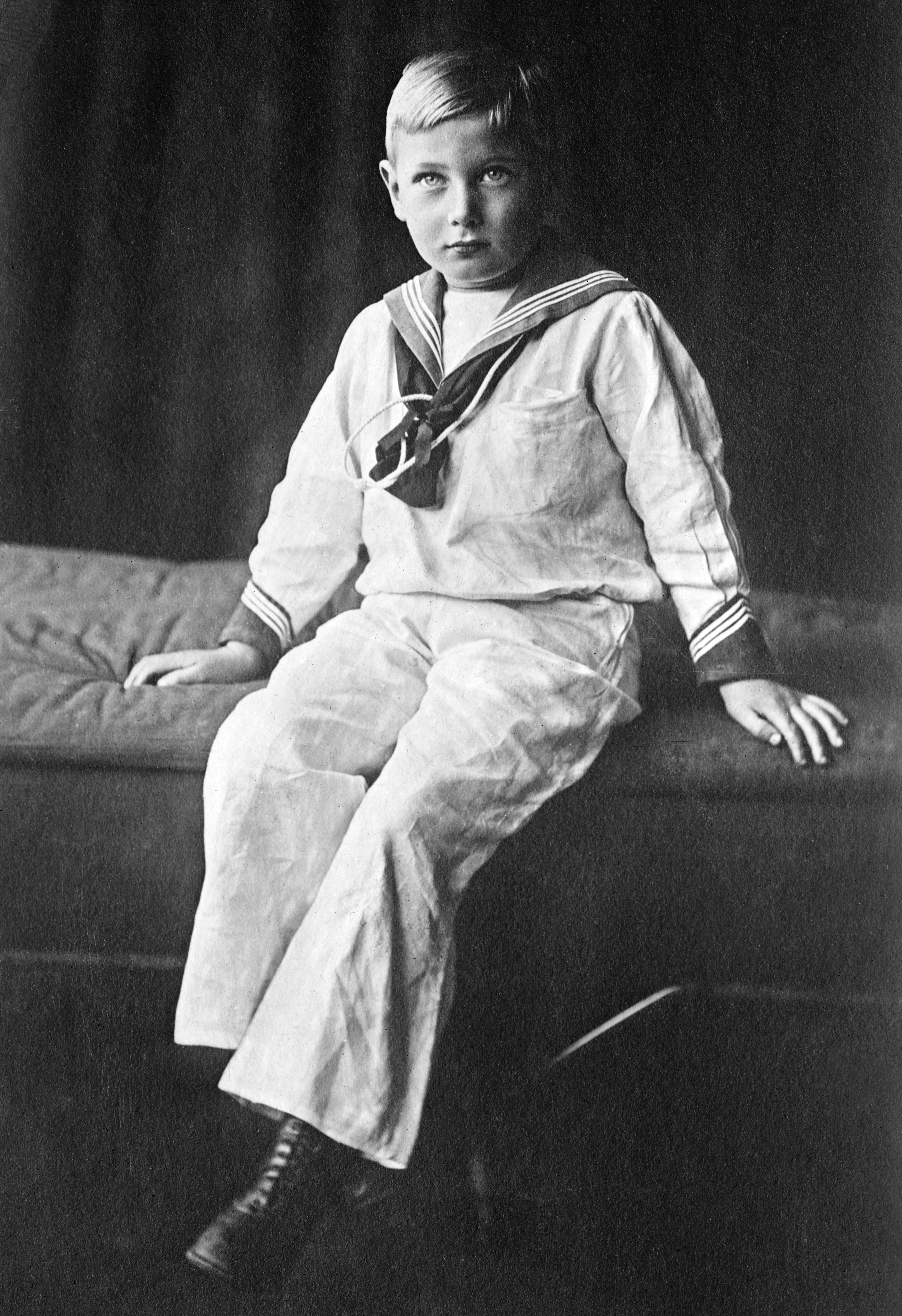
John Windsor

John Charles Francis Windsor (York Cottage, Sandringham House, 12 juli 1905 - Wood Farm, 18 januari 1919) was een Britse prins en lid van de Britse koninklijke familie. Hij was de jongste zoon van koning George V en koningin Mary van Teck. De prins had epilepsie en werd grotendeels voor het publieke oog verborgen.

## Eerste levensjaren
Prins John werd geboren in York Cottage, een huis dat hoort bij het Sandringham Landgoed in Norfolk in Engeland. Zijn vader was George, Prins van Wales (later koning George V) de tweede oudste zoon van koning Eduard VII en koningin Alexandra, prinses van Denemarken. Zijn moeder was de Prinses van Wales (later koningin Mary), de oudste dochter van hertog Frans van Teck en hertogin Maria Adelheid van Cambridge. Ten tijde van zijn geboorte stond John zesde in lijn van troonopvolging.
John werd gedoopt op 3 augustus 1905 in de Sint Mary Magdalen Kerk in Sandringham; zijn peetouders waren; Karel I van Portugal, Constantijn I van Griekenland en Sophie van Pruisen, Alice van Albany, Haakon VII van Noorwegen, prins Johan van Sleeswijk-Holstein-Sonderburg-Glücksburg en Alexander Duff.

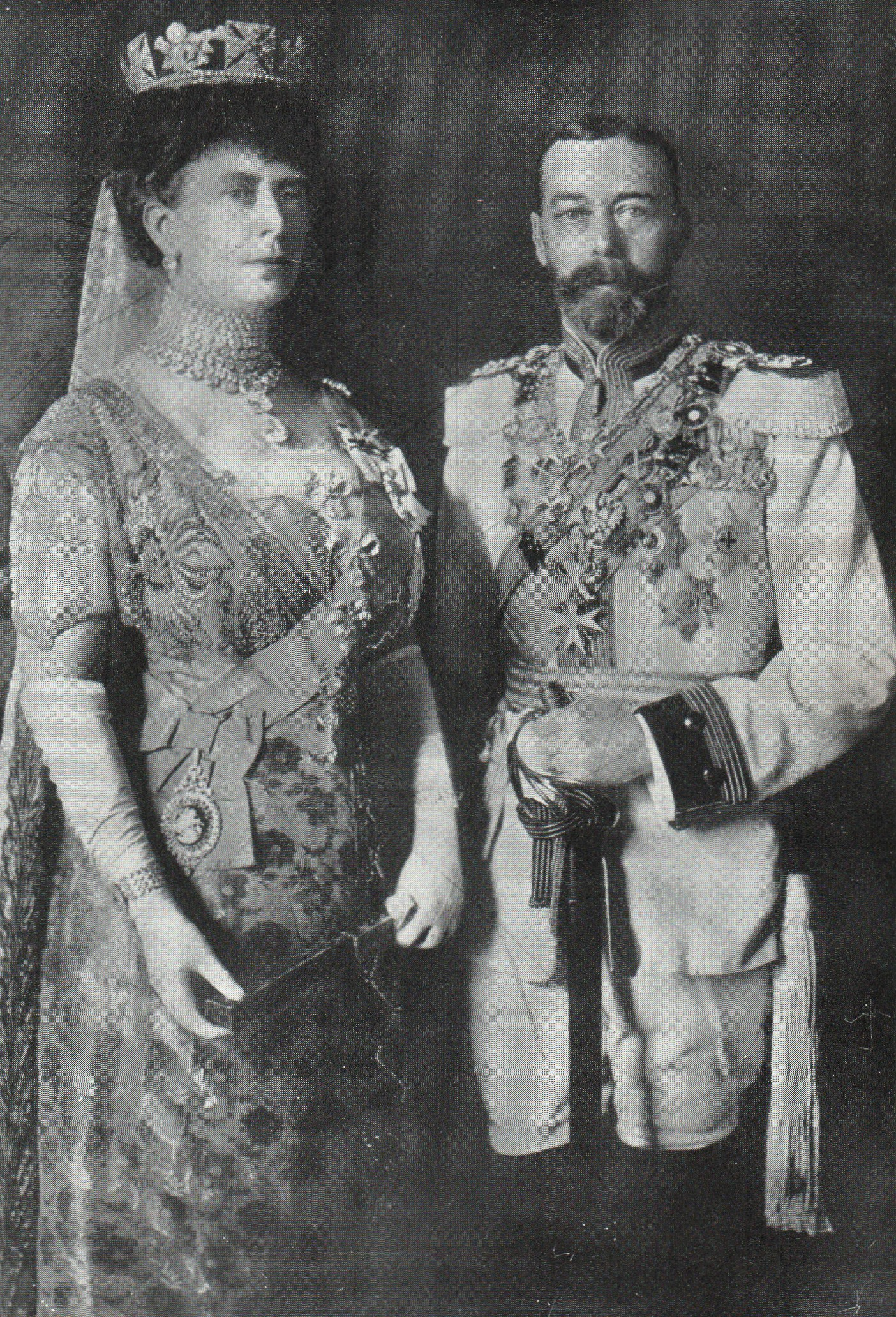
De ouders van prins John, koningin Mary en koning George

## Ziekte
Prins John had zijn eerste epileptisch insult op vierjarige leeftijd. Hij kon om die reden niet aanwezig zijn bij de kroning van zijn vader op 22 juni 1911.
Op twaalfjarige leeftijd was zijn conditie zo verslechterd dat hij met een eigen huishouding in de Wood Farm (ook een huis op het Sandringham Landgoed) werd geplaatst. Daar was John erg gelukkig en er werd goed voor hem gezorgd. Hij had een eigen kinderjuffrouw: Charlotte Bill, beter bekend in de familie als “Lalla”. Thomas Haverly was een koetsier van Windsor Castle, er werd voor hem gekozen om John te vervoeren omdat hij goed en betrouwbaar was. Hij nam de prins mee op kleine reisjes naar het platteland, de zee of naar het “grote huis” te Sandringham Landgoed wanneer er leden van de koninklijke familie resideerden. Wood Farm had ook een eigen kok en huishoudster. John had ook een eigen leraar, Henry Peter Hansell (1863-1935). Een gebied van de tuin werd voor John ingericht, “Prins Johns Tuin”, en er werden tuinmannen geregeld om hem te helpen met het verzorgen van zijn tuintje. Binnen had hij zijn boeken, een pedaalauto en een rit-op trein, waarmee hij vaak werd gefotografeerd. Familiefoto's tonen hem op een fiets en op een paard waar hij zonder hulp op rijdt.

## Gezelschap
Er werd vaak gezegd dat John eenzaam was in Wood Farm, maar dit is niet helemaal waar. Er was daar voor hem een metgezel, Winifred Thomas, een meisje uit Yorkshire van ongeveer dezelfde leeftijd, zij leed aan astma en werd naar het platteland gestuurd om te wonen bij haar oom en tante, George Stratton, de rijknecht en rijinstructeur in Sandringham. Na Winifreds aankomst, kregen de Strattons hoog bezoek van koningin Mary en het kindermeisje van John (een Victoriaanse versie van een verpleegster), die op zoek waren naar een vriend voor John.

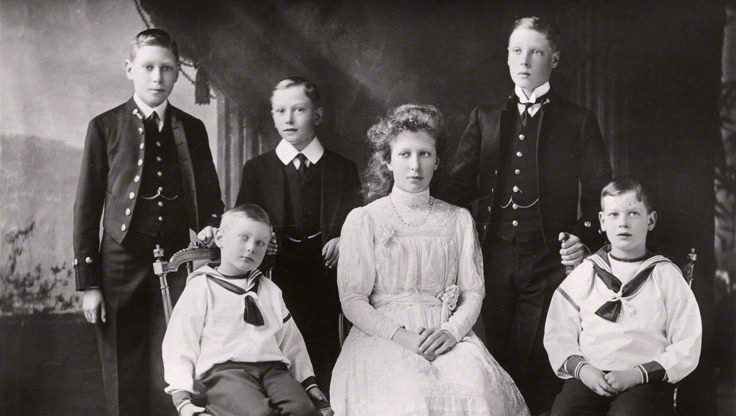
Prins John met zijn broers en zus. Van links naar rechts: prins Albert, John zelf, prins Henry, prinses Mary, Eduard de prins van Wales, en prins George.

Winifreds familie raadde haar vermoedelijk aan en na het bezoek speelde zij bijna iedere dag samen met de prins. Toen hij ziek was, zat zij naast zijn bed en las het kindermeisje verhalen voor. Ze gingen samen wandelen in de natuur en waren vaak samen te vinden in de tuin. Jaren later, herinnerde Winifred zich dat prins John een fietsachtervolging had gehad met prins Alexander van Noorwegen (later koning Olav V). De enige zoon van de zus van koning George V, koningin Maud en koning Haakon VII van Noorwegen
Winifred bleef erg close met John ook tijdens de Eerste Wereldoorlog.

## Koningin Mary als moeder

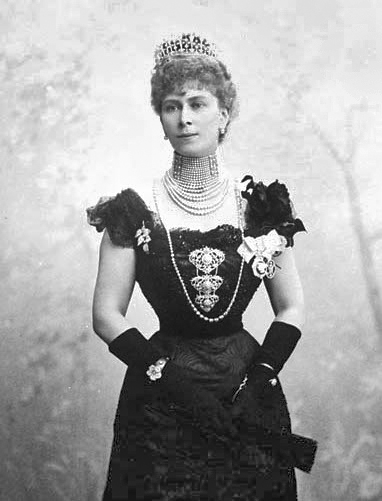
Koningin Mary was zeer begaan met haar jongste zoon.

Winifred Thomas herinnerde Johns moeder, koningin Mary, als een liefdevolle en geïnteresseerde ouder, die veel tijd doorbracht met haar zoon. In een deel van haar dagboek heeft de koningin geschreven over de dood van haar zoontje John, ze schreef:
“Miss the dear child very much indeed.” Vrij vertaald: “Mis het lieve kind heel veel.”
De koningin schreef ook dit:
"Dinsdag 21 januari 1919. Canon Dalton & Dr. Brownhill leidde de dienst, die erg droevig en ontroerend was. Vele van onze eigen mensen en de dorpsbewoners waren bedroefd. Wij bedankten de dienaars van Johnny, die zo goed en trouw zijn geweest".
Zij werd echt door hun trouw bewogen en ging verder dan hen eenvoudig bedanken. De dochter van Thomas Heverly kreeg het bord van John, dat in tijd door haar eigen familie en Winifred door werd gegeven, en een aantal van zijn boeken met een door koningin Mary eigen handgeschreven inscriptie, “In memory of our dear little Prince.” (In herinnering van onze lieve kleine Prins). De koningin bewaarde ook foto's van hem, haar eigen dagboekaantekeningen van hun tijd samen, en brieven. In een van deze brieven, geschreven door John aan Winifreds oom, die zijn arm had gebroken tijdens een ongeval, stond:
“Dear Mr. Stratton, I hope your arm is better. Are you going to church? With my love from John.” (“Lieve hr. Stratton, ik hoop dat uw arm beter is. Gaat u naar de kerk? Liefs van John”).

## Dood
Geen van Johns ouders was in Wood Farm toen hij plotseling stierf in de vroege uren van 18 januari 1919. Zijn dood was totaal onverwacht. Om half zes in de ochtend, ging de telefoon op Buckingham Palace. Charlotte Bill was aan de telefoon, ze vertelde de koningin dat John een hevige aanval had gehad en hij zou niet meer gewekt kunnen worden. Sinds John 13 jaar was geworden, waren de aanvallen gevaarlijker geworden en kwamen ze meer en meer voor.
Ondanks het vroege uur, haastten zijn ouders zich onmiddellijk naar Wood Farm waar ze Charlotte Bill 'diepbedroefd, maar gelaten' vonden en de levenloze prins die op zijn bed lag alsof hij sliep.
Dit schreef de koningin nadat zij had gehoord dat haar Johnnie dood was:
"Lalla Bill telefoneerde van Wood Farm, Wolferton, nadat onze lieveling Johnny na een van zijn aanvallen was overleden. Het nieuws gaf aan mij een grote schok, hoewel voor de onrustige ziel van de kleine jongen de dood kwam als een geweldige bevrijding. Ik bracht het nieuws naar George en wij gingen onmiddellijk naar Wood Farm. Daar vonden we de arme Lalla geheel diepbedroefd maar gelaten. Kleine Johnny leek heel vreedzaam liggend daar... Voor hem is het een geweldige bevrijding vooral omdat zijn kwaal slechter werd naarmate hij ouder werd, en hem is dus veel lijden bespaard. Ik kan niet zeggen hoe dankbaar wij ons voelen naar God, omdat hij onze Johnny op zo'n vreedzame manier tot zich genomen heeft, hij sliep slechts rustig... geen pijn, geen strijd, slechts vrede voor de arme kleine gestoorde geest, die een grote ongerustheid voor ons voor vele jaren was geweest aangezien het vanaf zijn vierde jaar begon".
Prins John werd op 21 januari 1919, in de kerk van Sandringham (de Kerk van St Mary Magdalene), Norfolk begraven.

## Titels vanaf zijn geboorte
- 12 juli 1905 – 6 mei 1910: Zijne Koninklijke Hoogheid Prins John van Wales.
- 6 mei 1910 – 18 januari 1919: Zijne Koninklijke Hoogheid De Prins John.

## Na zijn dood
De naam “John” wordt door de koninklijke familie als zeer ongelukkig gezien, en het is vaak dat deze naam wordt gemeden sinds de dood van de prins. Het enige Engelse staatshoofd dat deze naam droeg was koning John (beter bekend als: Jan zonder Land (John Lackland) 1199-1216), die vooral bekendheid geniet door zijn fictieve personage: Prins John in de verhalen en films van Robin Hood. Diana, Prinses van Wales had de wens om haar oudste zoon John te noemen, naar haar vader, maar dit werd voorkomen door de koninklijke familie. De grootouders van prins John (koning Eduard VII en koningin Alexandra) hadden ook een zoon, genaamd Alexander John (1871). Die prins werd echter nog geen twee dagen oud.
De toneelschrijver Stephen Poliakoff produceerde een miniserie The Lost Prince, die veel van de gebeurtenissen die zich tijdens het bewind van Koning George V afspeelden, bekeek door de ogen van de jongste zoon, prins John.

## Kwartierstaat (voorouders)
| Albert van Saksen-Coburg en Gotha (1819-1861) | Albert van Saksen-Coburg en Gotha (1819-1861) | Albert van Saksen-Coburg en Gotha (1819-1861) | Albert van Saksen-Coburg en Gotha (1819-1861) | Albert van Saksen-Coburg en Gotha (1819-1861)       | Albert van Saksen-Coburg en Gotha (1819-1861)       | Victoria van het Verenigd Koninkrijk (1819-1901)    | Victoria van het Verenigd Koninkrijk (1819-1901)    | Victoria van het Verenigd Koninkrijk (1819-1901)    | Victoria van het Verenigd Koninkrijk (1819-1901)    | Victoria van het Verenigd Koninkrijk (1819-1901) | Victoria van het Verenigd Koninkrijk (1819-1901) |                                                   |                                                   | Christiaan IX van Denemarken (1818-1906)          | Christiaan IX van Denemarken (1818-1906)          | Christiaan IX van Denemarken (1818-1906)          | Christiaan IX van Denemarken (1818-1906)          | Christiaan IX van Denemarken (1818-1906) | Christiaan IX van Denemarken (1818-1906) | Louise van Hessen-Kassel (1817-1898) | Louise van Hessen-Kassel (1817-1898) | Louise van Hessen-Kassel (1817-1898) | Louise van Hessen-Kassel (1817-1898) | Louise van Hessen-Kassel (1817-1898) | Louise van Hessen-Kassel (1817-1898) |  |  | Alexander van Württemberg (1804-1885) | Alexander van Württemberg (1804-1885) | Alexander van Württemberg (1804-1885) | Alexander van Württemberg (1804-1885) | Alexander van Württemberg (1804-1885) | Alexander van Württemberg (1804-1885) | Claudine Rhédey van Kis-Rhéde (1812-1841) | Claudine Rhédey van Kis-Rhéde (1812-1841) | Claudine Rhédey van Kis-Rhéde (1812-1841) | Claudine Rhédey van Kis-Rhéde (1812-1841) | Claudine Rhédey van Kis-Rhéde (1812-1841) | Claudine Rhédey van Kis-Rhéde (1812-1841) |                             |                             | Adolf van Cambridge (1774-1750) | Adolf van Cambridge (1774-1750) | Adolf van Cambridge (1774-1750)          | Adolf van Cambridge (1774-1750)          | Adolf van Cambridge (1774-1750)          | Adolf van Cambridge (1774-1750)          | Augusta van Hessen-Kassel (1797-1889)    | Augusta van Hessen-Kassel (1797-1889)    | Augusta van Hessen-Kassel (1797-1889) | Augusta van Hessen-Kassel (1797-1889) | Augusta van Hessen-Kassel (1797-1889) | Augusta van Hessen-Kassel (1797-1889) |  |  |  |  |  |  |  |  |  |  |  |  |  |  |  |  |  |  |  |  |  |  |  |  |  |  |  |  |  |  |  |  |  |  |  |  |  |  |  |  |  |  |  |  |  |  |  |  |
| Albert van Saksen-Coburg en Gotha (1819-1861) | Albert van Saksen-Coburg en Gotha (1819-1861) | Albert van Saksen-Coburg en Gotha (1819-1861) | Albert van Saksen-Coburg en Gotha (1819-1861) | Albert van Saksen-Coburg en Gotha (1819-1861)       | Albert van Saksen-Coburg en Gotha (1819-1861)       | Victoria van het Verenigd Koninkrijk (1819-1901)    | Victoria van het Verenigd Koninkrijk (1819-1901)    | Victoria van het Verenigd Koninkrijk (1819-1901)    | Victoria van het Verenigd Koninkrijk (1819-1901)    | Victoria van het Verenigd Koninkrijk (1819-1901) | Victoria van het Verenigd Koninkrijk (1819-1901) |                                                   |                                                   | Christiaan IX van Denemarken (1818-1906)          | Christiaan IX van Denemarken (1818-1906)          | Christiaan IX van Denemarken (1818-1906)          | Christiaan IX van Denemarken (1818-1906)          | Christiaan IX van Denemarken (1818-1906) | Christiaan IX van Denemarken (1818-1906) | Louise van Hessen-Kassel (1817-1898) | Louise van Hessen-Kassel (1817-1898) | Louise van Hessen-Kassel (1817-1898) | Louise van Hessen-Kassel (1817-1898) | Louise van Hessen-Kassel (1817-1898) | Louise van Hessen-Kassel (1817-1898) |  |  | Alexander van Württemberg (1804-1885) | Alexander van Württemberg (1804-1885) | Alexander van Württemberg (1804-1885) | Alexander van Württemberg (1804-1885) | Alexander van Württemberg (1804-1885) | Alexander van Württemberg (1804-1885) | Claudine Rhédey van Kis-Rhéde (1812-1841) | Claudine Rhédey van Kis-Rhéde (1812-1841) | Claudine Rhédey van Kis-Rhéde (1812-1841) | Claudine Rhédey van Kis-Rhéde (1812-1841) | Claudine Rhédey van Kis-Rhéde (1812-1841) | Claudine Rhédey van Kis-Rhéde (1812-1841) |                             |                             | Adolf van Cambridge (1774-1750) | Adolf van Cambridge (1774-1750) | Adolf van Cambridge (1774-1750)          | Adolf van Cambridge (1774-1750)          | Adolf van Cambridge (1774-1750)          | Adolf van Cambridge (1774-1750)          | Augusta van Hessen-Kassel (1797-1889)    | Augusta van Hessen-Kassel (1797-1889)    | Augusta van Hessen-Kassel (1797-1889) | Augusta van Hessen-Kassel (1797-1889) | Augusta van Hessen-Kassel (1797-1889) | Augusta van Hessen-Kassel (1797-1889) |  |  |  |  |  |  |  |  |  |  |  |  |  |  |  |  |  |  |  |  |  |  |  |  |  |  |  |  |  |  |  |  |  |  |  |  |  |  |  |  |  |  |  |  |  |  |  |  |
|                                               |                                               |                                               |                                               |                                                     |                                                     |                                                     |                                                     |                                                     |                                                     |                                                  |                                                  |                                                   |                                                   |                                                   |                                                   |                                                   |                                                   |                                          |                                          |                                      |                                      |                                      |                                      |                                      |                                      |  |  |                                       |                                       |                                       |                                       |                                       |                                       |                                           |                                           |                                           |                                           |                                           |                                           |                             |                             |                                 |                                 |                                          |                                          |                                          |                                          |                                          |                                          |                                       |                                       |                                       |                                       |  |  |  |  |  |  |  |  |  |  |  |  |  |  |  |  |  |  |  |  |  |  |  |  |  |  |  |  |  |  |  |  |  |  |  |  |  |  |  |  |  |  |  |  |  |  |  |  |
|                                               |                                               |                                               |                                               | Edward VII van het Verenigd Koninkrijk (1841-1910)  | Edward VII van het Verenigd Koninkrijk (1841-1910)  | Edward VII van het Verenigd Koninkrijk (1841-1910)  | Edward VII van het Verenigd Koninkrijk (1841-1910)  | Edward VII van het Verenigd Koninkrijk (1841-1910)  | Edward VII van het Verenigd Koninkrijk (1841-1910)  |                                                  |                                                  |                                                   |                                                   |                                                   |                                                   | Alexandra van Denemarken (1844-1925)              | Alexandra van Denemarken (1844-1925)              | Alexandra van Denemarken (1844-1925)     | Alexandra van Denemarken (1844-1925)     | Alexandra van Denemarken (1844-1925) | Alexandra van Denemarken (1844-1925) |                                      |                                      |                                      |                                      |  |  |                                       |                                       |                                       |                                       | Frans van Teck (1837-1900)            | Frans van Teck (1837-1900)            | Frans van Teck (1837-1900)                | Frans van Teck (1837-1900)                | Frans van Teck (1837-1900)                | Frans van Teck (1837-1900)                |                                           |                                           |                             |                             |                                 |                                 | Maria Adelheid van Cambridge (1833-1897) | Maria Adelheid van Cambridge (1833-1897) | Maria Adelheid van Cambridge (1833-1897) | Maria Adelheid van Cambridge (1833-1897) | Maria Adelheid van Cambridge (1833-1897) | Maria Adelheid van Cambridge (1833-1897) |                                       |                                       |                                       |                                       |  |  |  |  |  |  |  |  |  |  |  |  |  |  |  |  |  |  |  |  |  |  |  |  |  |  |  |  |  |  |  |  |  |  |  |  |  |  |  |  |  |  |  |  |  |  |  |  |
|                                               |                                               |                                               |                                               | Edward VII van het Verenigd Koninkrijk (1841-1910)  | Edward VII van het Verenigd Koninkrijk (1841-1910)  | Edward VII van het Verenigd Koninkrijk (1841-1910)  | Edward VII van het Verenigd Koninkrijk (1841-1910)  | Edward VII van het Verenigd Koninkrijk (1841-1910)  | Edward VII van het Verenigd Koninkrijk (1841-1910)  |                                                  |                                                  |                                                   |                                                   |                                                   |                                                   | Alexandra van Denemarken (1844-1925)              | Alexandra van Denemarken (1844-1925)              | Alexandra van Denemarken (1844-1925)     | Alexandra van Denemarken (1844-1925)     | Alexandra van Denemarken (1844-1925) | Alexandra van Denemarken (1844-1925) |                                      |                                      |                                      |                                      |  |  |                                       |                                       |                                       |                                       | Frans van Teck (1837-1900)            | Frans van Teck (1837-1900)            | Frans van Teck (1837-1900)                | Frans van Teck (1837-1900)                | Frans van Teck (1837-1900)                | Frans van Teck (1837-1900)                |                                           |                                           |                             |                             |                                 |                                 | Maria Adelheid van Cambridge (1833-1897) | Maria Adelheid van Cambridge (1833-1897) | Maria Adelheid van Cambridge (1833-1897) | Maria Adelheid van Cambridge (1833-1897) | Maria Adelheid van Cambridge (1833-1897) | Maria Adelheid van Cambridge (1833-1897) |                                       |                                       |                                       |                                       |  |  |  |  |  |  |  |  |  |  |  |  |  |  |  |  |  |  |  |  |  |  |  |  |  |  |  |  |  |  |  |  |  |  |  |  |  |  |  |  |  |  |  |  |  |  |  |  |
|                                               |                                               |                                               |                                               |                                                     |                                                     |                                                     |                                                     |                                                     |                                                     | George V van het Verenigd Koninkrijk (1865-1936) | George V van het Verenigd Koninkrijk (1865-1936) | George V van het Verenigd Koninkrijk (1865-1936)  | George V van het Verenigd Koninkrijk (1865-1936)  | George V van het Verenigd Koninkrijk (1865-1936)  | George V van het Verenigd Koninkrijk (1865-1936)  |                                                   |                                                   |                                          |                                          |                                      |                                      |                                      |                                      |                                      |                                      |  |  |                                       |                                       |                                       |                                       |                                       |                                       |                                           |                                           |                                           |                                           | Mary van Teck (1867-1953)                 | Mary van Teck (1867-1953)                 | Mary van Teck (1867-1953)   | Mary van Teck (1867-1953)   | Mary van Teck (1867-1953)       | Mary van Teck (1867-1953)       |                                          |                                          |                                          |                                          |                                          |                                          |                                       |                                       |                                       |                                       |  |  |  |  |  |  |  |  |  |  |  |  |  |  |  |  |  |  |  |  |  |  |  |  |  |  |  |  |  |  |  |  |  |  |  |  |  |  |  |  |  |  |  |  |  |  |  |  |
|                                               |                                               |                                               |                                               |                                                     |                                                     |                                                     |                                                     |                                                     |                                                     | George V van het Verenigd Koninkrijk (1865-1936) | George V van het Verenigd Koninkrijk (1865-1936) | George V van het Verenigd Koninkrijk (1865-1936)  | George V van het Verenigd Koninkrijk (1865-1936)  | George V van het Verenigd Koninkrijk (1865-1936)  | George V van het Verenigd Koninkrijk (1865-1936)  |                                                   |                                                   |                                          |                                          |                                      |                                      |                                      |                                      |                                      |                                      |  |  |                                       |                                       |                                       |                                       |                                       |                                       |                                           |                                           |                                           |                                           | Mary van Teck (1867-1953)                 | Mary van Teck (1867-1953)                 | Mary van Teck (1867-1953)   | Mary van Teck (1867-1953)   | Mary van Teck (1867-1953)       | Mary van Teck (1867-1953)       |                                          |                                          |                                          |                                          |                                          |                                          |                                       |                                       |                                       |                                       |  |  |  |  |  |  |  |  |  |  |  |  |  |  |  |  |  |  |  |  |  |  |  |  |  |  |  |  |  |  |  |  |  |  |  |  |  |  |  |  |  |  |  |  |  |  |  |  |
|                                               |                                               |                                               |                                               |                                                     |                                                     |                                                     |                                                     |                                                     |                                                     |                                                  |                                                  |                                                   |                                                   |                                                   |                                                   |                                                   |                                                   |                                          |                                          |                                      |                                      |                                      |                                      |                                      |                                      |  |  |                                       |                                       |                                       |                                       |                                       |                                       |                                           |                                           |                                           |                                           |                                           |                                           |                             |                             |                                 |                                 |                                          |                                          |                                          |                                          |                                          |                                          |                                       |                                       |                                       |                                       |  |  |  |  |  |  |  |  |  |  |  |  |  |  |  |  |  |  |  |  |  |  |  |  |  |  |  |  |  |  |  |  |  |  |  |  |  |  |  |  |  |  |  |  |  |  |  |  |
|                                               |                                               |                                               |                                               |                                                     |                                                     |                                                     |                                                     |                                                     |                                                     |                                                  |                                                  |                                                   |                                                   |                                                   |                                                   |                                                   |                                                   |                                          |                                          |                                      |                                      |                                      |                                      |                                      |                                      |  |  |                                       |                                       |                                       |                                       |                                       |                                       |                                           |                                           |                                           |                                           |                                           |                                           |                             |                             |                                 |                                 |                                          |                                          |                                          |                                          |                                          |                                          |                                       |                                       |                                       |                                       |  |  |  |  |  |  |  |  |  |  |  |  |  |  |  |  |  |  |  |  |  |  |  |  |  |  |  |  |  |  |  |  |  |  |  |  |  |  |  |  |  |  |  |  |  |  |  |  |
|                                               |                                               |                                               |                                               | Edward VIII van het Verenigd Koninkrijk (1894-1972) | Edward VIII van het Verenigd Koninkrijk (1894-1972) | Edward VIII van het Verenigd Koninkrijk (1894-1972) | Edward VIII van het Verenigd Koninkrijk (1894-1972) | Edward VIII van het Verenigd Koninkrijk (1894-1972) | Edward VIII van het Verenigd Koninkrijk (1894-1972) |                                                  |                                                  | George VI van het Verenigd Koninkrijk (1895-1952) | George VI van het Verenigd Koninkrijk (1895-1952) | George VI van het Verenigd Koninkrijk (1895-1952) | George VI van het Verenigd Koninkrijk (1895-1952) | George VI van het Verenigd Koninkrijk (1895-1952) | George VI van het Verenigd Koninkrijk (1895-1952) |                                          |                                          | Mary Windsor (1897-1965)             | Mary Windsor (1897-1965)             | Mary Windsor (1897-1965)             | Mary Windsor (1897-1965)             | Mary Windsor (1897-1965)             | Mary Windsor (1897-1965)             |  |  | Hendrik van Gloucester (1900-1974)    | Hendrik van Gloucester (1900-1974)    | Hendrik van Gloucester (1900-1974)    | Hendrik van Gloucester (1900-1974)    | Hendrik van Gloucester (1900-1974)    | Hendrik van Gloucester (1900-1974)    |                                           |                                           | George van Kent (1902-1942)               | George van Kent (1902-1942)               | George van Kent (1902-1942)               | George van Kent (1902-1942)               | George van Kent (1902-1942) | George van Kent (1902-1942) |                                 |                                 | John Windsor (1905-1919)                 | John Windsor (1905-1919)                 | John Windsor (1905-1919)                 | John Windsor (1905-1919)                 | John Windsor (1905-1919)                 | John Windsor (1905-1919)                 |                                       |                                       |                                       |                                       |  |  |  |  |  |  |  |  |  |  |  |  |  |  |  |  |  |  |  |  |  |  |  |  |  |  |  |  |  |  |  |  |  |  |  |  |  |  |  |  |  |  |  |  |  |  |  |  |